# شربل توما
شربل توما (بالسويدية: Sharbel Touma)‏ (25 مارس 1979 ببيروت في لبنان - ) هو مدرب كرة قدم ولاعب كرة قدم لبناني في مركز الهجوم. شارك مع منتخب السويد تحت 16 سنة لكرة القدم ومنتخب السويد تحت 18 سنة لكرة القدم ومنتخب السويد تحت 21 سنة لكرة القدم ومنتخب السويد لكرة القدم. أما مع النوادي، فقد لعب مع أيك سولنا وبوروسيا مونشنغلادباخ وتفينتي أنشخيدة ونادي سيريانسكا ونادي هالمستاد ونادي يورغوردينس وG.S. Iraklis Thessaloniki ‏ ونادي إيراكليس.

## روابط خارجية
- شربل توما على موقع اتحاد السويد (السويدية)
- شربل توما على موقع قاعدة بيانات كرة القدم.إي يو (الإنجليزية)
- شربل توما على موقع بيانات كرة القدم. دي إي (الألمانية)
- شربل توما على موقع ناشيونال فوتبول تيمز (الإنجليزية)
- شربل توما على موقع Soccerway.com (الإنجليزية)
- شربل توما على موقع عالم كرة القدم.نت (الإنجليزية)